# Entwicklungspädiatrie
Die Entwicklungspädiatrie ist ein Kerngebiet der Pädiatrie. Der Begriff Entwicklungspädiatrie ist vor allem in der Schweiz gebräuchlich. Die Entwicklungspädiatrie entspricht weitgehend der Sozialpädiatrie in Deutschland. Die Entwicklungspädiatrie ist ein von der Verbindung der Schweizer Ärztinnen und Ärzte anerkannter Schwerpunkt der Kinder- und Jugendmedizin.

## Definition
Die Entwicklungspädiatrie befasst sich mit der Entwicklung und dem Verhalten von gesunden und kranken Kindern vom Säuglingsalter bis in die Adoleszenz. Entwicklungspädiatrisches Wissen ist für Kinderärzte in der Praxis und in den Kliniken eine notwendige Voraussetzung für eine entwicklungsgerechte Betreuung von Kindern und Jugendlichen. Die Entwicklungspädiatrie grenzt die Kinder- und Jugendmedizin von der Erwachsenenmedizin ab.

## Geschichte
Der Begriff Entwicklungspädiatrie stammt ursprünglich aus den USA und wurde um 1920 vom Kinderarzt und Entwicklungspsychologen Arnold Gesell (1880–1961) eingeführt. Seine Forschungen an der Yale-Universität konzentrierten sich auf die normale und abnorme kindliche Entwicklung. Im Jahre 1982 wurde die Society for Developmental and Behavioral Pediatrics (Gesellschaft für Entwicklungs- und Verhaltenspädiatrie) als kinderärztliche Fachgesellschaft gegründet. Die Entwicklungs- und Verhaltenspädiatrie ist in den USA ein autonomes Fachgebiet der Kinder- und Jugendmedizin und an allen großen Kinderkliniken vertreten.
Die Anfänge der Entwicklungspädiatrie in der Schweiz gehen in die 1950er Jahre zurück, als am Kinderspital Zürich die Zürcher Longitudinalstudien über die kindliche Entwicklung von Andrea Prader und Guido Fanconi initiiert wurden. In diesen Studien wurden seit 1954 bei mehr als 1000 Kindern die Entwicklung von der Geburt bis ins Erwachsenenalter untersucht. Mitte der 1970er Jahre übernahm Remo H. Largo die Leitung der damaligen Abteilung Wachstum und Entwicklung des Zürcher Kinderspitals (heute Abteilung Entwicklungspädiatrie). Die Zürcher Longitudinalstudien haben eine große internationale Ausstrahlung und gehören zu den umfassendsten Studien über die kindliche Entwicklung überhaupt. Aus diesen Studien entstanden im Verlauf gesamtschweizerische Langzeitstudien über den Entwicklungsverlauf von Kindern mit Entwicklungsrisiken. Die Entwicklungspädiatrie hat sich in der Schweiz als autonomes Fachgebiet innerhalb der Kinder- und Jugendmedizin seit 1990 etabliert. Im Jahre 2003 wurde eine entwicklungspädiatrische Fachgesellschaft gegründet (Schweizerische Gesellschaft für Entwicklungspädiatrie SGEP).

## Aufgaben
Die Störungen, mit denen sich die Entwicklungspädiatrie befasst, umfassen das folgende Spektrum:
- Entwicklungsstörungen bei spezifischen genetischen (z. B. Trisomie 21, Fragiles-X-Syndrom) oder neurologischen Erkrankungen (z. B. neurometabolischen Erkrankungen, Epilepsien oder Zerebralparesen).
- Behaviorale Entwicklungssyndrome und Verhaltensstörungen (z. B. Autismus, Spektrum-Erkrankungen, Aufmerksamkeits-Hyperaktivitätsstörungen ADHS, Regulationsstörungen im Säuglingsalter, Schlafstörungen, Fütterstörungen).
- Störungen der Sinnesorgane (z. B. Hör- oder Sehstörungen, Wahrnehmungsstörungen)
- Teilleistungsstörungen (motorische Entwicklungsstörungen) oder Lernstörungen (z. B. Lese-Rechtschreib-Störung, Rechenstörung).
- Entwicklungsrisiken (z. B. nach Frühgeburtlichkeit).

Forschungsbedarf besteht bei Entwicklungsrisiken, die biographisch (z. B. durch Trennung der Eltern) oder durch das soziale Umfeld verursacht bzw. mitbeeinflusst sind.

## Schnittmengen mit anderen Fachgebieten
Die Entwicklungspädiatrie hat Schnittstellen zu anderen medizinischen (zum Beispiel zur Genetik, Endokrinologie, Stoffwechselmedizin, Neuropädiatrie oder Kinder- und Jugendpsychiatrie) und nicht medizinischen Fachgebieten (zum Beispiel zur Neuropsychologie, Entwicklungspsychologie, Heil- und Sonderpädagogik, Logopädie, Psychomotorik oder Ergotherapie).